# Sabaneta (kommun i Colombia, Antioquia, lat 6,13, long -75,63)
Sabaneta är en kommun i Colombia.   Den ligger i departementet Antioquía, i den centrala delen av landet, 240 km nordväst om huvudstaden Bogotá. Antalet invånare är 44 480.